# コスモス23号
コスモス23号（ロシア語: Космос-23、ラテン文字表記例: Kosmos 23, Cosmos 23）とは、1963年にソビエト連邦が打上げた人工衛星である。気象衛星開発のために打上げられた試験機で、同じ目的の衛星としてコスモス14号に続く2機目であった。

## 概要
コスモス23号は1963年12月13日にカプースチン・ヤールよりコスモスロケットで打上げられた。この衛星はコスモス14号（同年4月打上げ）同様に3軸姿勢制御や太陽電池などのシステムをテストした。また、ソ連の衛星として初めて、地球の夜間の雲を赤外線で撮影したと言われている。
コスモス23号は打上げ105日後の1964年3月27日、大気圏へ再突入した。
コスモス14・23号はソ連における気象衛星最初の段階として運用された。次段階の試験機はコスモス122号で、その後にメテオールシリーズ気象衛星として実用化された。